# کاروانسرای کولوته
کاروانسرای کولوته (Kalta، Kuleta) (به ازبکی"Kuluta" karvonsaroyi) یک کاروانسرای سدهٔ شانزدهمی است که در خیابان مهمت عنبر در همسایگی طاق تلپک‌فروشان بخارا جای دارد. امروزه این کاروانسرا جایگاه موزهٔ آهنگری است.

پیتر دمیسون  (fr) در «یادداشت‌هایی درباره خانات بخارا» از کولوته و دیگر کاروانسراهای بخارا نام برده‌است: سرای کولوته؛ کارگران تاتار در اینجا زندگی می‌کنند و کالاهای روسی نیز انباشته می‌شود.

## بن‌مایه
- همکاری‌کنندگان ویکی‌پدیا، «Кулюта каравансарай»، ویکی‌پدیای روسی، دانشنامهٔ آزاد (بازیابی ۰۴ آبان ۱۴۰۱)